# Kronen Zeitung – Tag für Tag ein Boulevardstück
Kronen Zeitung – Tag für Tag ein Boulevardstück (französischer Titel: „Krone – L'Autriche entre les lignes“) ist ein Dokumentarfilm der Belgierin Nathalie Borgers, der sich kritisch mit der Kronen Zeitung, der auflagenstärksten Boulevardzeitung Österreichs auseinandersetzt. Der Film wurde im Jahr 2002 produziert. 

## Inhalt
Die Dokumentation zeigt einen Blick hinter die Kulissen der Kronen Zeitung. Zu Wort kommen unter anderem: Krone-Herausgeber Hans Dichand, Krone-Kolumnist Wolfgang Martinek, Bischof Kurt Krenn, der damalige österreichische Bundespräsident Thomas Klestil, der Schriftsteller Robert Menasse, der Publizist und FPÖ-Politiker Andreas Mölzer, der Ex-Vizekanzler Erhard Busek (ÖVP), der ehemalige Bundesminister und Bürgermeister von Wien Helmut Zilk (SPÖ) und die Politikerin Heide Schmidt (FPÖ) bzw. (LIF).

## Rezeption
Nachdem die Dokumentation im deutsch-französischen Kultursender ARTE gesendet worden war, entschied sich die Kronen Zeitung kurzerhand dazu, den Sender aus ihrem Fernsehprogramm zu nehmen (was sich mittlerweile wieder geändert hat). 2005 wurde der Film auch in ATV gezeigt. Eine weitere Änderung des Fernsehprogramms erfolgte danach jedoch nicht. Die Tatsache, dass der Film nicht im ORF ausgestrahlt wurde, sehen Kritiker als Zeichen für den Einfluss der Kronen Zeitung.